# Ассоциация прессы Норвегии
Ассоциация прессы Норвегии (норв. Norsk Presseforbund) — ассоциация организаций и компаний, работающих в норвежской прессе. Организация была основана в 1910 году как национальная ассоциация журналистов, для которых журналистика является основной профессией. В ассоциацию прессы Норвегии входят Союз журналистов Норвегии, Ассоциация редакторов Норвегии, Ассоциация медиабизнеса Норвегии, Норвежская ассоциация местного радио, Национальная ассоциация местных газет, Fagpressen, NRK, TV 2, Magasin, Warner Bros. Discovery Norway, Nent Group (P4, TV3) и Bauer Media.
Основной задачей организации является укрепление и защита свободы слова, свободы прессы и свободы информации на национальном и международном уровнях, а также содействие соблюдению профессиональной этики и коллегиальности в норвежской прессе. Два важнейших комитета Ассоциации прессы Норвегии — это Комитет по прессе, который рассматривает жалобы на нарушения надлежащей практики прессы, и Комитет по общественному доступу, который работает над продвижением принципа общественного доступа к информации в органах государственной власти и обществе в целом.
Генеральным секретарем с 2016 года является Элин Флобергхаген. Хеге Фагерхейм (норв. Hege Fagerheim), заместитель председателя союза журналистов Норвегии, является председателем правления с 2023 года.